# Проказа
Проказа (болест на Хансен; използва се и латинското ѝ наименование лепра) е заразна кожна и нервна болест, известна на човека от праисторическо време. Причинителят на заболяването – бактерията Mycobacterium leprae, е изолиран през 1873 г. от норвежкия учен Герхард Хансен.
Проказата се проявява в 2 варианта: лепроматозен и туберкулоиден. Лепроматозната изява е силно заразна, но по-лесно лечима, докато туберкулоидната е по-малко заразна, но води до по-големи усложнения в организма на болния. Инкубационният период протича без симптоми и обикновено заема средно между 3 и 5 години, но има документирани случаи на инкубационен период от 6 месеца, а също и на няколко десетилетия.
Установен е полиморфизъм на бактерията и са изолирани 4 раси със следното географско разпространение:
- първа раса – в района Етиопия, Нова Каледония и Непал;
- втора раса – тихоокеанското крайбрежие на Азия и Източна Африка (Мадагаскар, Мозамбик);
- трета раса – Европа, Северна и Южна Америка;
- четвърта раса – островите в Карибско море и Западна Африка.

Създаването на ваксина е труден проблем, тъй като бактерията не може да се поддържа в лабораторни условия. През последните години е установено, че от болестта се заразяват и бозайниците от вида американски броненосец, което дава тласък на изработването на ваксини.

## Симптоми
Първоначално инфекциите са без симптоми и обикновено остават така в продължение на 5 до 20 години. Симптомите, които се развиват включват грануломи на нервите, дихателния път, кожата и очите. Това може да доведе до липса на усещане за болка и по този начин до загуба на части от крайниците, поради многобройни наранявания. Може да се проявят слабост и лошо зрение.

## Диагноза
Двата основни вида заболяване се основават на броя присъстващи бактерии: туберкулоидна (paucibacillary) и лепроматозна (multibacillary). Двата вида се различават по броя на слаба пигментация, наличие на места с безчувствена кожа, като при туберкулоидната има пет или по-малко такива, а при лепроматозната има повече от пет. Диагнозата бива потвърдена като се открият киселиноустойчиви бацили в биопсия на кожата или като се открие ДНК чрез полимеразна верижна реакция. Тя се появява по-често сред живеещите в бедност и се смята, че се предава чрез респираторни капчици. Не е много заразна.

## Лечение и епидемиология
Проказата подлежи на лечение. Лечението на туберкулоидната проказа се осъществява с лекарствата дапзон и рифампицин в продължение на шест месеца. Лечението на лепроматозната проказа се състои от рифампицин, дапзон и клофазимин в продължение на дванайсет месеца. Тези медикаменти се предоставят безплатно от Световната здравна организация. Може да бъдат използвани и ред други антибиотици. В световен мащаб, през 2012 г. броят на хроничните случаи на проказа е 189 000, а броят на новите случаи е 230 000. Броят на хроничните случаи е намалял от 5,2 милиона през 1980-те години. Повечето нови случаи се появяват в 16 страни, като в Индия са повече от половината. През последните двайсет години, 16 милиона души по света са излекувани от проказа.

## История, общество и култура
Болестта е спомената още в Библията и по-точно в Библията в книгата „Левит“ в 13 и 14 глава. Там Бог е заповядал на евреите да отделят прокажените извън стана. Проказата е засягала човечеството в продължение на хиляди години. Името на болестта произлиза от латинската дума lepra, която означава „люспест“, докато терминът „Болест на Хансен“ идва от името на лекаря Герхард Армауер Хансен. Отделянето на хората в колонии за прокажени съществува все още в държави като Индия – с повече от хиляда души, Китай – около няколкостотин и в Африка. Повечето колонии обаче са затворени. Проказата се е свързвала със социална стигма през по-голямата част от историята, което си остава една бариера пред съобщаването за болестта от болните и ранното лечение. Световният ден на проказата започва да се отбелязва през 1954 г., за да привлече вниманието към хората, заразени с проказа.